# Robert Rivas
Robert Rivas (Arima, 7 giugno 1946) è un arcivescovo cattolico trinidadiano, dall'11 febbraio 2022 arcivescovo emerito di Castries.

## Biografia
Norbert Rivas è nato il 7 giugno 1946 nel villaggio di La Pastora, municipio di Arima ed arcidiocesi di Porto di Spagna, sull'isola di Trinidad e Tobago. Figlio di Placido e Sabina Rivas, ha una sorella e cinque fratelli.

### Formazione e ministero sacerdotale
Dopo aver completato gli studi secondari presso il Collegio domenicano "Santa Croce" di Arima, è entrato nel noviziato della provincia irlandese dell'Ordine dei frati predicatori a Cork, in Irlanda.
Venticinquenne, ha ricevuto l'ordinazione sacerdotale il 27 giugno 1971, nella Cattedrale dell'Immacolata Concezione di Maria Vergine a Port of Spain, per imposizione delle mani di Gordon Anthony Pantin, C.S.Sp., ordinario arcidiocesano. Lo stesso anno è stato inviato a Roma per gli studi, conseguendo la licenza in teologia presso la Pontificia università "San Tommaso d'Aquino". In seguito è tornato in Irlanda dove ha completato con successo un corso di produzione radiofonica e televisiva e si è diplomato in comunicazione.
Al suo ritorno a Trinidad e Tobago ha trascorso i suoi primi due anni di ministero presso la parrocchia di Santa Teresa a Woodbrook, Port of Spain, sotto la direzione del futuro maestro dell'Ordine, padre Damian Byrne. Ha continuato a esercitare il ministero parrocchiale per altri tre anni nelle zone sud e nord-est di Trinidad e Tobago. Ha dedicato gli anni seguenti alle comunicazioni sociali, al ministero nel campus dell'Università delle Indie occidentali e in quello di Sant'Agostino e alla formazione di giovani domenicani per il sacerdozio e la vita religiosa. Durante questo periodo ha completato un programma di direzione spirituale.
Il suo grande desiderio era la crescita delle comunità domenicane nei Caraibi e la loro integrazione. Dal 1985 al 1989, accanto al suo lavoro di formazione, è stato delegato speciale del maestro generale per la promozione dell'unità tra i vicariati dei Caraibi. È stato il primo domenicano nei Caraibi a ricoprire questo incarico.

### Ministero episcopale

#### Vescovo di Kingstown
Il 23 ottobre 1989, con la bolla Diligenter iamdiu, papa Giovanni Paolo II ha eretto la diocesi di Kingstown, separandola da quella di Bridgetown; contestualmente lo ha nominato, quarantatreenne, primo ordinario diocesano. Ha ricevuto la consacrazione episcopale il 22 gennaio 1990, nella Cattedrale dell'Assunzione della Beata Vergine Maria a Kingstown, per imposizione delle mani di Manuel Monteiro de Castro, arcivescovo titolare di Benevento e pro-nunzio apostolico a Trinidad e Tobago nonché futuro cardinale, assistito dai co-consacranti monsignori Gordon Anthony Pantin, arcivescovo metropolita di Porto di Spagna, e Kelvin Edward Felix, arcivescovo metropolita di Castries e futuro cardinale; ha preso possesso della sua sede durante la stessa cerimonia. Ha la particolarità di essere il primo domenicano dei Caraibi a essere diventato vescovo nelle Indie occidentali in 500 anni di evangelizzazione di quelle terre. Come suo motto episcopale il neo vescovo Rivas ha scelto Via veritas vita, che tradotto vuol dire "Via, verità e vita".
Il 31 maggio 2005, dopo le dimissioni per raggiunti limiti d'età di monsignor Malcolm Patrick Galt, C.S.Sp., è divenuto amministratore apostolico di Bridgetown; ha ricoperto tale incarico fino all'8 luglio 2011, giorno della nomina del nuovo vescovo Charles Jason Gordon.
Ha prestato servizio anche come presidente del consiglio cristiano di Saint Vincent e Grenadine, presidente del meccanismo nazionale di monitoraggio e consultazione (NMCM), presidente del comitato nazionale contro la violenza, membro del comitato consultivo nazionale (NCC) e membro del comitato di sorveglianza della polizia.
È stato redattore di Catholic Way, una pubblicazione diocesana, ha scritto la sua prima lettera pastorale per l'anno giubilare del 2000 e ha pubblicato i documenti delle assemblee degli anni 1990 e 1998. Questi ultimi sono significativi in quanto hanno delineato il piano pastorale e di sviluppo della diocesi di Kingstown.

#### Arcivescovo di Castries
Mentre si avvicinava l'età del suo pensionamento, monsignor Kelvin Edward Felix ha chiesto alla Santa Sede la nomina di coadiutore per garantire una transizione fluida nella guida dell'arcidiocesi. Il 19 luglio 2007 papa Benedetto XVI ha nominato monsignor Rivas, sessantunenne, arcivescovo coadiutore di Castries; ha continuato a reggere la diocesi di Kingstown come amministratore apostolico fino all'8 luglio 2011, giorno della nomina di Charles Jason Gordon. Il 14 ottobre 2007 ha fatto il proprio ingresso in diocesi. Il 15 febbraio 2008 è succeduto alla medesima sede.
Il 31 marzo seguente si è recato, assieme ad altri membri delle Antille, in Vaticano per la visita ad limina apostolorum, discutendo con il Pontefice della situazione e dei problemi relativi alla sua arcidiocesi.
Il 16 aprile 2018 ha compiuto una seconda visita ad limina.
In seno alla Conferenza episcopale delle Antille è presidente della commissione per le vocazioni. In precedenza è stato presidente della commissione per la famiglia e la vita, presidente della commissione per i giovani e membro della commissione per la liturgia.
In seno al Consiglio episcopale latinoamericano è stato membro della commissione per le comunicazioni sociali.
Ha anche lavorato come visitatore del seminario regionale "San Giovanni Vianney e Martiri dell'Uganda" e come membro della Pontificia commissione per l'America Latina. È vicepresidente del comitato nazionale per la prevenzione della criminalità (NCCP) e presidente del consiglio di amministrazione del seminario regionale. Ha predicato ampiamente la promozione delle missioni attraverso appelli negli Stati Uniti d'America ed ha condotto missioni parrocchiali e ritiri per chierici e religiosi nei Caraibi e negli Stati Uniti continentali.
Come relatore internazionale ha parlato alla conferenza nazionale del movimento dei Cursillos de Cristiandad negli Stati Uniti, alla Conferenza nazionale del rinnovamento carismatico negli Stati Uniti, alle Coppie per Cristo negli Stati Uniti e nei Caraibi, alla Conferenza nazionale per i direttori delle Pontificie opere missionarie negli Stati Uniti, alla Conferenza internazionale per i sacerdoti a Međugorje e al Festival dei giovani di Međugorje.
Ha inoltre partecipato a una conferenza dell'Organizzazione degli Stati americani svoltasi nell'ambito della 2ª assemblea dell'Associazione delle organizzazioni elettorali caraibiche in Giamaica sul "Ruolo della società civile e dei partiti politici nel processo elettorale". È stato anche relatore alla XVII giornata mondiale svoltasi a Toronto dal 23 al 28 luglio 2002. Ha partecipato come relatore a un'assemblea dell'Unione dei sacerdoti di Bicol tenutasi a Naga nel 2006.
L'11 febbraio 2022 papa Francesco ha accolto la sua rinuncia al governo pastorale dell'arcidiocesi di Castries per raggiunti limiti di età.

## Genealogia episcopale
La genealogia episcopale è:
- Cardinale Scipione Rebiba
- Cardinale Giulio Antonio Santori
- Cardinale Girolamo Bernerio, O.P.
- Arcivescovo Galeazzo Sanvitale
- Cardinale Ludovico Ludovisi
- Cardinale Luigi Caetani
- Cardinale Ulderico Carpegna
- Cardinale Paluzzo Paluzzi Altieri degli Albertoni
- Papa Benedetto XIII
- Papa Benedetto XIV
- Papa Clemente XIII
- Cardinale Marcantonio Colonna
- Cardinale Giacinto Sigismondo Gerdil, B.
- Cardinale Giulio Maria della Somaglia
- Cardinale Carlo Odescalchi, S.I.
- Cardinale Costantino Patrizi Naro
- Cardinale Lucido Maria Parocchi
- Papa Pio X
- Papa Benedetto XV
- Papa Pio XII
- Cardinale Eugène Tisserant
- Papa Paolo VI
- Cardinale Agostino Casaroli
- Cardinale Manuel Monteiro de Castro
- Arcivescovo Robert Rivas, O.P.